# Михайло Дубина
Миха́йло (Мисько) Дуби́на (? — після 1658) — державний і військовий діяч доби Гетьманщини, сподвижник Богдана Хмельницького. Генеральний осавул (1654—1655).

## Походження
Походив зі шляхетського роду Дубин гербу Држевиця, представники якого обіймали старшинські посади у Корсунському реєстровому полку, були родичами корсунських зем'ян Гуляницьких.
Серед представників роду — корсунський полковник (1657) Іван Дубина, наказний корсунський полковник (1654) Семен Дубина, черкаський полковий писар (1649) Сільвестр Дубина. З кінця XVII століття їхні нащадки осіли у Глухівській сотні Ніжинського полку, були значковими товаришами.

## Життєпис
До 1648 був реєстровим козаком Корсунського полку. Перейшов на бік Богдана Хмельницького перед битвою під Жовтими Водами. 1649 згаданий як військовий товариш осавульського куреня Чигиринського полку, що охороняв гетьмана. Брав участь в усіх значних битвах Визвольної війни.
До 1654 деякий час обіймав уряд корсунського полкового осавула. У листопаді-грудні 1654 був наказним полковником від Івана Гуляницького під час оборони Брацлавщини від військ коронного гетьмана Станіслава Потоцького. Очолював полк під час оборони Брацлава. Обраний генеральним осавулом після загибелі 14 грудня генерального осавула Василя Томиленка.
На уряді пробув менше року. Не пізніше вересня 1655 був замінений Іваном Ковалевським.
1657 підтримав гетьмана Івана Виговського. Востаннє згаданий у 1658 році. Імовірно, загинув в одному з боїв під час повстання Пушкаря або московсько-української війни.